# Vetroionomero
Il vetroionomero è un cemento a matrice resinosa con cristalli di altri materiali inorganici. 
Tale materiale è usato in particolar modo in odontoiatria dal 1972 per riempire cavità e sostituire parti del dente erose. In tale ambito di applicazione, questo materiale è stato adattato con una colorazione che lo rende simile allo smalto del dente stesso.
Questi tipi di cementi possono contenere dei fluoruri così da avere una funzione batteriostatica o batteriocida.